# Neivamyrmex pauxillus
Neivamyrmex pauxillus é uma espécie de formiga do gênero Neivamyrmex.